# Epictia melanurus
Epictia melanurus là một loài rắn trong họ Leptotyphlopidae. Loài này được Schmidt mô tả khoa học đầu tiên năm 1943.